# شقال كبير
شقال كبير أو براسيون كبير أو شوقال أو شحمة العتروس  (الاسم العلمي:Prasium majus) هو نوع من النباتات يتبع جنس الشقال من الفصيلة الشفوية. وهذا النبات هو النوع الوحيد ضمن جنس الشقال حتى الآن.

## انظر أيضاً

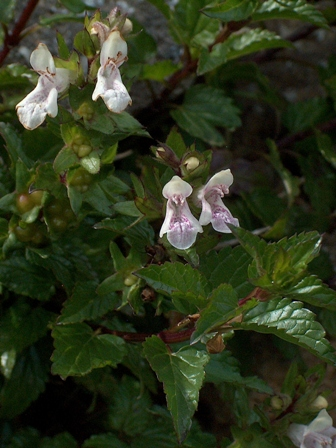
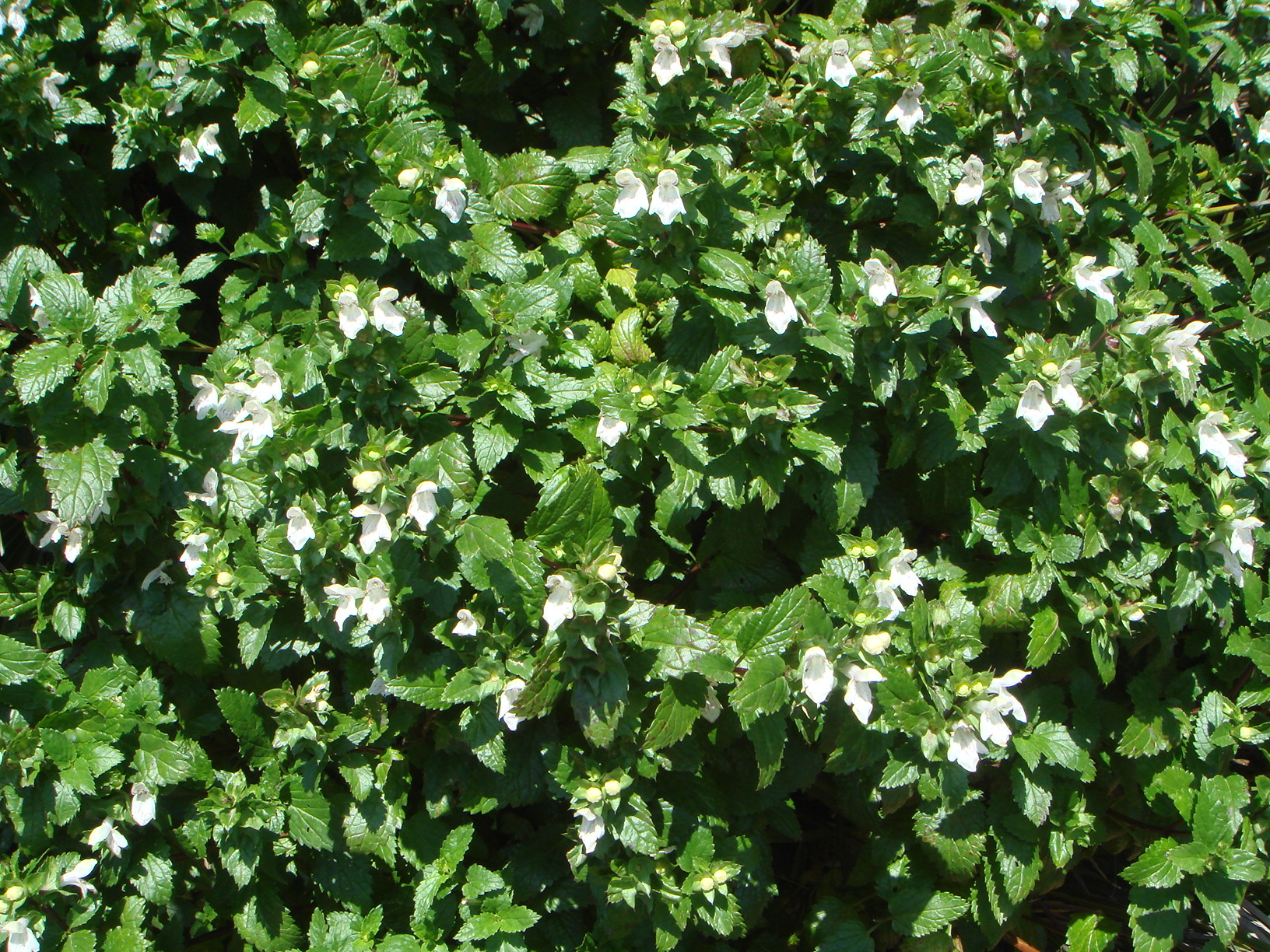